# Jesus H. Christ
Jesus H. Christ är ett engelskt exempel på slang som har en profanitetsfunktion. Uttrycket kan användas på ett argt, sarkastiskt, cyniskt eller till och med skämtsamt sätt, och antyder att Christ (sv: Kristus) är ett efternamn och inte en titel. 
Bland kristna anses uttrycket ibland vara respektlöst. Uttrycket har funnits åtminstone sedan 1800-talet och enligt Mark Twain var det gammalt redan 1850.

## Etymologi
Varifrån H:et kommer är oklart, men en möjlighet är att det kommer från de tre första bokstäverna i den grekiska stavningen av Jesus (Ιησούς), som kan translittereras till IHS, IHC, JHS eller JHC. Från translitterationen IHS kommer backronymen Iesus Hominum Salvator, vilket är latin för "Jesus, människans frälsare" kan det betyda att JHC gav upphov till Jesus Harold Christ, genom att ordet hallowed (sv: helgad) feluttalats i den engelska versionen av Herrens bön, som lyder som följer:
Fader Vår, som är i himmelen!
Helgat varde ditt namn
Feltolkat skulle det alltså vara
Fader Vår, som är i himmelen!
Harold varde ditt namn;
En mer skämtsam version är att H står för Haploid, med hänvisning till jungfrufödseln.